# 5092 Manara
5092 Manara este un asteroid din centura principală de asteroizi.

## Descriere
5092 Manara este un asteroid din centura principală de asteroizi. A fost descoperit pe 21 martie 1982 la Stația Anderson Mesa de Edward L. G. Bowell. El prezintă o orbită caracterizată de o semiaxă mare de 3,20 ua, o excentricitate de 0,06 și o înclinație de 16,1° în raport cu ecliptica.